# Екатеріна Сабо
Екатеріна Сабо  (рум. Ecaterina Szabo, угор. Szabó Katalin — Каталін Сабо; 22 січня 1968) — румунська гімнастка угорського походження, олімпійська чемпіонка.

## Виступи на Олімпіадах
| Олімпіада         | Дисципліна        | Місце              |
| ----------------- | ----------------- | ------------------ |
| Лос-Анджелес 1984 | абсолютний залік  | 2                  |
| Лос-Анджелес 1984 | командний залік   | 1                  |
| Лос-Анджелес 1984 | вільні врави      | 1                  |
| Лос-Анджелес 1984 | опорний стрибок   | 1                  |
| Лос-Анджелес 1984 | різновисокі бруси | 13T (кваліфікація) |
| Лос-Анджелес 1984 | колода            | 1 (розділене)      |